# Aegocera obliqua
Aegocera obliqua là một loài bướm đêm trong họ Noctuidae.